# Gauthier Remacle
Pour les articles homonymes, voir Remacle.
Gauthier Remacle est un footballeur belge, né le 26 mai 1977 à Bastogne (Belgique).

## Biographie
Il débuta en Championnat provincial de Belgique à l'ES Bourcy et jouant ensuite au Léopold Club de Bastogne.
Il est engagé au Standard de Liège en 1994 et inscrivit 8 buts en 86 matchs de championnat (dont 51 comme titulaire). Il reçut 5 cartes jaunes et une carte rouge.
Il a ensuite été transféré à Royal Charleroi Sporting Club en 2000. Puis quittera le club en 2003 pour jouer en Championnat d'Allemagne de football D2 dans le club d'Rot-Weiß Oberhausen. Il jouera 38 matches.
En 2005, il quitte Rot-Weiß Oberhausen pour le club luxembourgeois du FC Wiltz 71. Puis en 2008 il rejoint une autre formation luxembourgeoise : Etzella Ettelbruck. Il devient entraîneur-joueur en 2010.
En 2011, il quitte Etzella Ettelbruck pour rejoindre Orania Vianden, également comme joueur-entraîneur.

## Palmarès
- Vice-champion de Belgique en 1995 (Standard de Liège).
- 2 fois finaliste de la coupe de Belgique 1998-99 et 99-2000.